# Microsporidia
Los microsporidios (Microsporidia o también Microsporidiomycetes) son un conjunto de hongos que son parásitos intracelulares de animales y algunos protozoos. Se han descrito unas 800 especies.
Fueron clasificados como protozoos, como protistas y como hongos. En realidad son un grupo basal de hongos parásitos obligados que descienden de organismos unicelulares similares a las rozelas, que en el proceso evolutivo de su adaptación a la vida parasitaria, han perdido las mitocondrias.
Estudios filogenéticos recientes proponen clasificar a Rozellomycetes junto con Microsporidia en una división Rozellomycota, ya que según los estudios Rozellomycetes podría ser un grupo parafilético de los microsporidios. Varios análisis moleculares confirman que Microsporidia y Rozellomycetes comprenden grupos hermanos, mientras que el otro grupo Aphelidiomycota se había colocado con ellos en el taxón Opisthosporidia, pero estudios recientes han encontrado que está más emparentado con Eumycota.

Se identificaron como patógenos que tienen efectos importantes en la salud, seguridad alimentaria y economía. La microsporidiosis humana representa una importante enfermedad oportunista emergente, también para individuos inmunocompetentes.

## Características

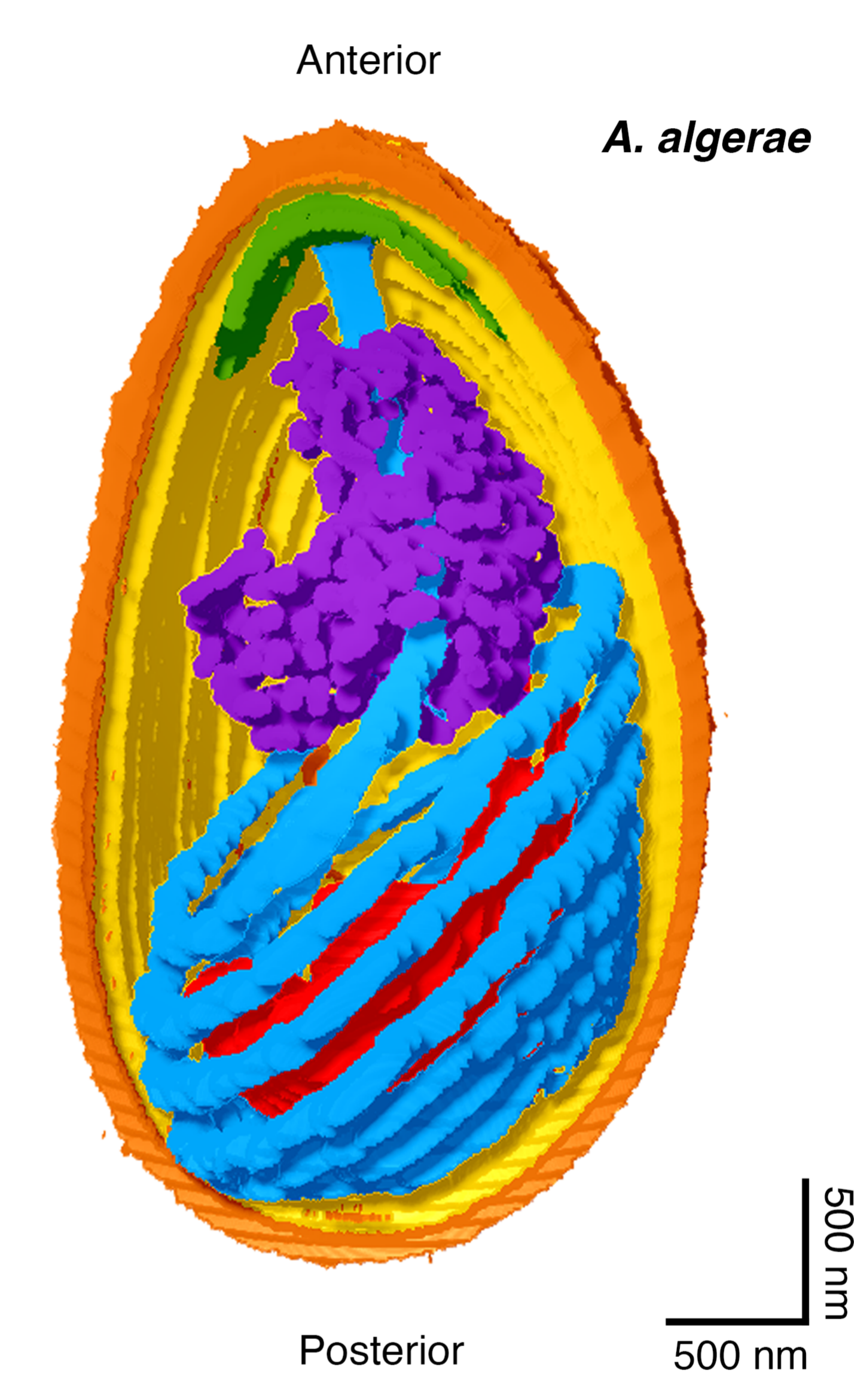
Tubo polar (en azul), reconstrucción 3D en espora de Anncaliia.

Los microsporidios, como su nombre indica, se caracterizan por sus esporas de tamaño mínimo, de 2 a 20 micrómetros (µm), que contienen el esporoplasma (la forma infectiva del parásito) y un tubo polar sencillo. Una de las paredes celulares de la espora es quitinosa, como en los hongos, que suele perderse durante la absorción.

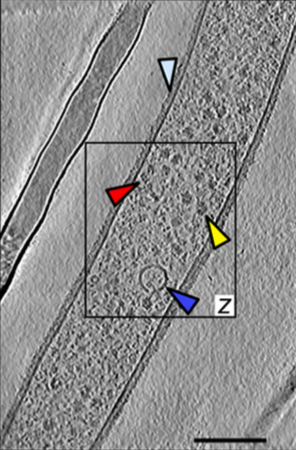
Tubo polar extendido en corte longitudinal. Tomografía crioelectrónica.

Los parásitos maduros (trofozoides), en ocasiones producen zigotos por meiosis, que posteriormente pueden producir más esporas. La reproducción puede ser sexual o asexual. Presentan zoosporas uniflageladas opistocontas que tienen un rizoplasto sólido asociado con un cinetosoma largo. Penetran las células huésped a través de un tubo germinal (o tubo polar).

### Tubo polar
El tubo polar es una estructura macro-molecular delgada y hueca, única de los Microsporidios. 
Dentro de la espora, este orgánulo tubular adopta una disposición similar a un resorte enrollado y se conoce como filamento polar. 
Este tubo pasa de un estado compacto similar a un resorte dentro de la espora, hasta un tubo extracelular largo con forma de aguja capaz de transportar el esporoplasma a larga distancia.

Cuando las esporas germinan se produce un disparo explosivo en el polo apical, que transforma el filamento polar enrollado, en un estado extendido en forma de tubo muy  largo conocido como tubo polar.

El tubo puede alcanzar una longitud máxima de 142 micrómetros (μm), y extenderse con una velocidad máxima media de 281 micrómetros/segundo (μm/s). Vairimorpha necatrix evierte su tubo a la longitud máxima en menos de 1 segundo y expulsa el esporoplasma por la punta del tubo polar.

## Relaciones filogenéticas

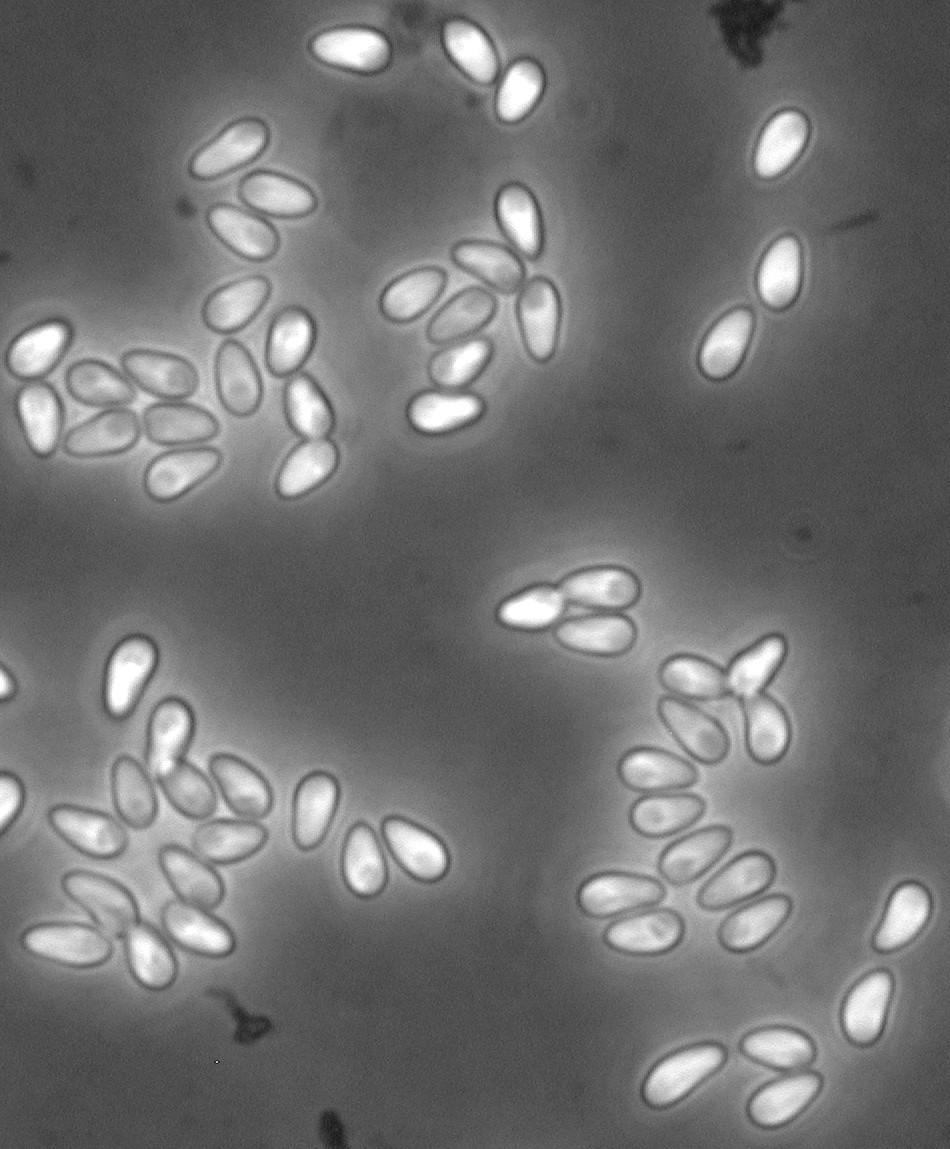
Hamiltosporidium magnivora.

Los microsporidios son parásitos intracelulares obligados de diversas especies animales, que infectan tanto vertebrados como invertebrados y algunos protozoos. El término microsporidio es una designación común, que se utiliza para nombrar a un conjunto de microorganismos caracterizados por la producción de esporas pequeñas y por la carencia de mitocondrias. 
La ausencia de plastos o mitocondrias hizo pensar que se trataba de formas muy primitivas descendientes separados de los primeros eucariontes, a los que se llamó arquezoos, anteriores a la simbiosis que dio origen a esos orgánulos. Llamó la atención que los ribosomas del microsporidio Vairimorpha necathrix mostraran dimensiones típicas de los de las bacterias, no de eucariontes. El análisis filogenético de los genes ribosómicos y de otros, ha demostrado que el grupo está formado por varias derivaciones independientes, reducidas por parasitismo, de formas basales del reino Fungi. Un examen más detallado del ARN ribosómico confirmó que se trataba de una reducción típica del parasitismo. 
La microsporidiosis puede causar una variedad de enfermedades en el ser humano involucrando múltiples órganos incluyendo: intestino, ojos, pulmón, de senos paransales, riñón y músculos; tanto en inmunocomprometidos como en inmunocompetentes. Después del aparato gastrointestinal, la microsporidiosis ocular es la manifestación más frecuente en humanos. Las dos entidades clínicas oftalmológicas de la microsporidiosis son: la infección estromal corneal profunda en pacientes inmunocompetentes y la queratoconjuntivitis superficial en pacientes con SIDA2 y más recientemente también encontrada en pacientes inmunocompetentes Las manifestaciones oculares incluyen queratoconjuntivitis puntiforme superficial y queratitis estromal, que dependerá del estado inmunológico de paciente. 
La queratoconjuntivitis usualmente se encuentra en pacientes inmunocomprometidos o en pacientes con lentes de contacto; principalmente por el gen Encephalitozoon, mientras que la queratitis estromal es causada por Nosema y Microsporidium. Sin embargo, reportes recientes han sugerido que la queratoconjuntivitis también puede ocurrir en pacientes inmunocompetentes. Davis et cols, reportaron un caso de queratitis estromal causada por la microsporidiosis en un paciente sano, sin antecedente de trauma. Pinnolis et cols y Ashton et cols describieron dos casos de involucro corneal en un niño de 11 años de edad de Sri Lanka con una úlcera corneal, y en una mujer de 26 años de edad de Botsuana con una úlcera corneal perforada, ambos pacientes, sin antecedentes de importancia y con serología negativa para VIH.

## Historia natural
Los microsporidios parasitan las células intestinales de mamíferos, peces y aves, aunque también se han encontrado en invertebrados (Anncaliia/ Brachiola/Nosema) produce la pebrina, una enfermedad de los gusanos de seda Bombyx mori, como describió Luis Pasteur). Los microsporidios aparte de los animales, también parasitan algunos protozoos como los ciliados.
Nosema apis es un microsporidio que causa una enfermedad denominada nosemosis, que ataca a la abeja melífera, causándole inflamación intestinal y diarrea. El antifúngico utilizado en el tratamiento de esta enfermedad es la fumagilina.

## Taxonomía
La taxonomía propuesta para los microsporidios es aproximadamente la siguiente.
 
Según Tederson en 2018 aunque los microsporidios se consideren como hongos podrán emplear el Código Internacional de Nomenclatura Zoológica usado en los protistas, que es el siguiente:
- Subclase: Dihaplophasea.
  - Orden: Meiodihaplophasida.
    - Superfamilia Thelohanioidea.
      - Familia Thelohaniidae.
      - Familia Duboscqiidae.
      - Familia Janacekiidae.
      - Familia Pereziidae.
      - Familia Striatosporidae.
      - Familia Cylindrosporidae.

    - Superfamilia Burenelloidea.
      - Familia Burenellidae.

    - Superfamilia Amblyosporoidae.
      - Familia Amblyosporidae.

  - Orden Dissociodihaplophasida.
    - Superfamilia Nosematoidea.
      - Familia Nosematidae.
      - Familia Ichthyosporidiidae.
      - Familia Caudosporidae.
      - Familia Pseudopleistophoridae.
      - Familia Mrazekiidae.

    - Superfamilia Culicosporoidea.
      - Familia Culicosporidae.
      - Familia Culicosporellidae.
      - Familia Golbergiidae.
      - Familia Spragueidae.

    - Superfamilia Ovavesiculoidea.
      - Familia Ovavesiculidae.
      - Familia Tetramicridae.
- Subclase Haplophasea.
  - Orden Glugeida.
    -       - Familia Glugeidae.
      - Familia Pleistophoridae.
      - Familia Encephalitozoonidae.
      - Familia Abelsporidae.
      - Familia Tuzetiidae.
      - Familia Microfilidae.
      - Familia Unikaryonidae.

  - Orden Chyridiopsida.
    -       - Familia Chyridiopsidae.
      - Familia Buxtehudiidae.
      - Familia Enterocytozoonidae.
      - Familia Burkeidae.
- Subclase Metchnikovellea
  - Orden Metchnikovellida
    - Familia Amphiacanthidae
    - Familia Metchnikovellidae

Brachiola algerae/Anncaliia algerae